# Lucky Luke (película de 2009)
Lucky Luke es una película francesa-argentina de Western y comedia de 2009 dirigida por James Huth y protagonizada por Jean Dujardin, quien también coescribió el guion. Está basada en la clásica historieta homónima de origen franco-belga creada por Morris. Es coprotagonizada por Michaël Youn, Sylvie Testud, Alexandra Lamy, Gabriel Corrado, Pompeyo Audivert y Melvil Poupaud. El famoso escritor argentino Alberto Laiseca tiene un cameo en el film.

## Sinopsis
Lucky Luke es un vaquero valiente quien acompañado por su fiel caballo Jolly Jumper regresa a Daisy Town por primera vez desde su infancia para traer la paz al pueblo. Al regresar también se encuentra con los famosos mitos del Viejo Oeste Calamity Jane y Billy the Kid.